# Cyclone
El Cyclone és un llenguatge de programació derivat del llenguatge C creat per tal de superar les vulnerabilitats d'aquest sense perdre la potència i el control dels recursos que el caracteritzen per a la programació de sistemes. El seu desenvolupament va començar com un projecte conjunt entre AT&T Labs Research i el grup de Greg Morrisett a la universitat Cornell, el 2001. La versió 1.0 va sortir el 8 de maig de 2006

## Noves característiques
El Cyclone millora la seguretat, introdueix subtipus (estructurals, d'allotjament, etc.), incorpora un allotjament dinàmic insòlit (per regions lèxiques (gestió automàtica), dinàmiques (gestió directa) i al munt amb recol·lector de brossa opcional) i afegeix característiques de llenguatges de més alt nivell del tipus de ML.

## Programa Hola món
Descàrrega i instal·lació
```
 
// fitxer hola-mon.cyc

 
#include
 
<stdio.h>

 
#include
 
<core.h>

 
using
 
Core
;
 
// importa espai de noms Core

 
int
 
main
(
int
 
argc
,
 
string_t
 
?
 
args
)

 
{

 
if
 
(
argc
 
<=
 
1
)
 
{

 
printf
(
"Ús: %s <nom>
\n
"
,
 
args
[
0
]);

 
return
 
1
;

 
}

 
printf
(
"Hola des de Cyclone, %s
\n
"
,
 
args
[
1
]);

 
return
 
0
;

 
}

 
// fi de fitxer

```

Compilació i execució
```
cyclone hola-mon.cyc -o hola-mon
./hola-mon
```

## Restriccions i comprovacions
Cyclone introdueix les següents restriccions i comprovacions:
- El maneig de punters[4] es controla amb anotacions específiques, per ex.: int *@notnull
En una crida a funció que admet punters d'un tipus, se n'hi pot posar un que en sigui subtipus,[5] és a dir, amb extensió addicional.

*@nullable abreviat *insereix comprovació de NULL en ésser desreferenciat
*@notnull abreviat @punter que no serà mai NULL, comprovació només a l'entrada o en un cast
- T*@notnull és subtipus de T*@nullable:;

*@numelts(n) abreviat *{n}punter a vector de n elements 
insereix comprovació de límits a les expressions que l'indexen
excepte si introduïm assercions que assegurin que l'índex és < numelts (punter)
o que el topall de l'índex en una clàusula for és <= numelts (punter)
- T*@numelts(m) és subtipus de T*@numelts(n) si m >= n perquè proporciona igual o major nombre d'elements

*@zerotermtires acabades en zero (per defecte als char*)
insereix comprovacions que l'adreçament no sobrepassi el caràcter zero final
*@nozerotermno comprovació
*@fat abreviat ?punter que vindrà amb informació de límits 
insereix comprovació de límits en l'aritmètica de punters.
*@thin (tipus per defecte)punter amb la mateixa representació que al 'C'. No se'n permet aritmètica de punters excepte que vagi acompanyat de @zeroterm
*@region(`r) abreviat *`rpunter amb especificació de regió d'allotjament. Un punter a una regió és segur si la regió és viva.
- T*@region(`r) és subtipus de T*@region(`s) si la vida de la regió `r inclou la vida de 's, la sobreviu (és segur tractar un punter a `r com si ho fos a `s).

- Els punters han d'ésser inicialitzats abans de fer-los servir. (en comprova la precedència en l'arbre del flux del control)
- Els punters penjants (a zones alliberades o inadequades) es prevenen mitjançant l'anàlisi de regions i limitacions a free().
- Coercions de tipus (ang.:cast): només es permeten si es poden comprovar.[7]
- Els goto's que saltin a dins d'un altre àmbit estan prohibits.
- En una clàusula switch, els salts al case següent han de ser explicitats mitjançant fallthru.[8]

...

## Característiques de més alt nivell
Cyclone introdueix les següents característiques de llenguatges de més alt nivell

### espai de noms
```
 
namespace
 
Pep
 
{

 
int
 
x
 
=
 
0
;

 
int
 
f
()
 
{
 
return
 
x
;
 
}

 
}

 
namespace
 
Jan
 
{

 
using
 
Pep
 
{
 
// importa els identificadors de l'espai Pep

 
int
 
g
()
 
{
 
return
 
f
();
 

 
}

 
}

 
// ara estem fora de l'àmbit del using, caldrà qualificar amb "espai::"

 
int
 
h
()
 
{
 
return
 
Pep
::
f
();
 
}
 

 
}

```

### subtipus estructurals
Estructura igual amb camps addicionals, permet l'ús de punters al subtipus en el lloc de punters d'un tipus.
```
 
#include
 
<stdio.h>

 
typedef
 
struct
 
Punt
 
{
float
 
x
,
y
;}
 
*
punt_t
;

 
typedef
 
struct
 
PuntAcolorit
 
{
float
 
x
,
y
;
 
int
 
color
;}
 
*
cpunt_t
;

 
float
 
xcoord
 
(
punt_t
 
p
)
 
{

 
return
 
p
→
x
;

 
}

 
int
 
main
()
 
{

 
cpunt_t
 
cpunt
 
=
 
new
 
PuntAcolorit
 
{
1.0
,
 
2.0
,
 
15
}
 
;

 
float
 
x
 
=
 
xcoord
(
cpunt
)
 
;

 
printf
 
(
"la x és %.2f
\n
"
,
 
x
)
 
;

 
return
 
0
 
;

 
}

```

### inferència de tipus a l'estil deMLper a variables locals
```
_ a = 1000; // el compilador infereix tipus 
int
```

### llista per comprensió
```
{ for i < topall : expr(i) } 
```

equival a un inicialitzador de vector, amb valors { expr(i) | i = 0 .. (topall - 1) }
```
int dobles[100] = { for i < 100 : 2*i }
```

### tuples
Estructures anònimes, per ex.:
```
$(int, char*) parell = $(10, "abc") ;
```

### unions etiquetades
Vegeu ref.
```
 
@
tagged
 
union
 
T
 
{

 
int
 
Integer
;

 
const
 
char
 
*
@
fat
 
String
;

 
};

 
union
 
T
 
x
 
=
 
{.
Integer
 
=
 
3
};

 
union
 
T
 
y
 
=
 
{.
String
 
=
 
"hola"
};

 
bool
 
printT
(
union
 
T
 
w
)
 
{

 
if
 
(
tagcheck
(
w
.
Integer
))

 
printf
(
"%d"
,
w
);

 
else

 
printf
(
"%s"
,
w
);

 
}

```

### datatypes a l'estil deML
Vegeu ref.
```
 
datatype
 
T
 
{

 
Integer
(
int
);

 
String
(
const
 
char
 
*
@
fat
);

 
};

 
// equivalent aprox. en llenguatge SML: datatype T = Integer of int | String of string

 
datatype
 
T
.
Integer
 
x
 
=
 
Integer
(
3
);

 
datatype
 
T
.
String
 
y
 
=
 
String
(
"hola"
);

 
void
 
printT
(
datatype
 
T
 
*
@
notnull
 
a
)
 
{

 
switch
 
(
a
)
 
{

 
case
 
&
Integer
(
i
):
 
printf
(
"%d"
,
i
);
 
return
;

 
case
 
&
String
(
s
):
 
printf
(
"%s"
,
s
);
 
return
;

 
}

 
}

```

### excepcions
```
 
FILE
 
*
f
 
=
 
fopen
(
"nom_fitxer"
,
"r"
);

 
int
 
c
;

 
try
 
{

 
c
 
=
 
getc
((
FILE
 
*
@
notnull
)
 
f
);

 
}

 
catch
 
{

 
case
 
&
Null_Exception
:

 
printf
(
"Error en obrir nom_fitxer
\n
"
);

 
exit
(
1
);

 
case
 
&
Invalid_argument
(
msg
):

 
printf
(
"Error: argument invàlid(%s)
\n
"
,
 
msg
);

 
exit
(
1
);

 
}

 
@
extensible
 
datatype
 
exn
 
{

 
Excepcio_meva
(
char
 
*
@
fat
);

 
};

 
throw
 
new
 
Excepcio_meva
(
"tururut"
);

```

### funcions polimòrfiques
Vegeu ref.
- les variables de tipus es prefixen amb la cometa revessa (accent greu seguit d'espai) `
- cal fer servir `a en lloc de (void *)

```
// funció que intercanvia elements d'una tupla2
```

```
$(`b,`a) intercanvia($(`a,`b) x) { 
```

```
return $(x[1],x[0]);
}
```

### estructures de dades polimòrfiques
```
 
struct
 
List
<
`
a
>
 
{
`
a
 
hd
;
 
struct
 
List
<
`
a
>
 
*
 
tl
;
 
};

 
typedef
 
struct
 
List
<
`
a
>
 
*
list_t
<
`
a
>
;

 
list_t
<
int
>
 
ilist
 
=
 
new
 
List
{
1
,
new
 
List
{
2
,
null
}};

 
list_t
<
string_t
>
 
slist
 
=
 
new
 
List
{.
hd
 
=
 
"primera"
,

 
.
tl
 
=
 
new
 
List
{
"segona"
,
null
}};

```

### encaixos de patrons
Vegeu ref.
```
 
int
 
suma
(
$
(
int
,
int
,
int
)
 
args
)
 
{

 
let
 
$
(
x
,
y
,
z
)
 
=
 
args
;

 
return
 
(
x
+
y
+
z
);

 
}

```

En un switch:
```
 
extern
 
int
 
f
(
int
);

 
int
 
g
(
int
 
x
,
 
int
 
y
)
 
{
 
// retorna f(x)*f(y)

 
switch
(
$
(
f
(
x
),
f
(
y
)))
 
{

 
case
 
$
(
0
,
_
)
 
:
 
fallthru
;
 
// salta al case següent

 
case
 
$
(
_
,
0
)
 
:
 
return
 
0
;

 
case
 
$
(
1
,
b
)
 
:
 
fallthru
(
b
+
1-1
);
 
// salta, assignant (b+1-1) al primer elem. de la tupla2

 
case
 
$
(
a
,
b
)
 
&&
 
b
 
==
 
1
 
:
 
return
 
a
;
 
// amb guardes

 
case
 
$
(
a
,
b
)
 
:
 
return
 
a
*
b
;
 
// és un error si els case no són exhaustius.

 
}

 
}

```

### tipus existencials
Vegeu ref. Tipus d'estructura tal que ∃ un tipus `a per a la signatura especificada. Les estructures amb tipus explícit que concorden en són subtipus.
```
struct T { <`a> `a f1; `a f2; };
```

### tipus dependents de valors i relació amb predicats
Per ex. el tipus de int A[n]. Vegeu "Verificació estàtica"
Les crides han de satisfer la precondició @requires estàticament
```
 
int
 
f
(
const
 
int
 
n
,
 
int
 
*
A
)

 
@
requires
(
n
 
==
 
numelts
(
A
))
 
// precondició

 
@
ensures
(
0
 
<=
 
return_value
 
<
 
n
)
 
// postcondició

 
{...}

```

### allotjament
Vegeu ref. L'allotjament es materialitza en regions: àmbits locals a la pila, lèxiques (allotj. dinàmic que mor amb el bloc), dinàmiques (vida controlable) o al munt (vida universal). Per què un punter a una regió sigui segur la regió ha d'estar viva.
subtipusUn punter de tipus T*@region(`r) és subtipus de T*@region(`s) si la vida de la regió `r inclou (sobreviu a) la de 's. Per tant, és segur tractar els punters a `r com si ho fossin a 's.
efecteS'anomena efecte (ang:effect) al conjunt de regions afectades a un tipus que han de ser vives per passar les comprovacions de tipus.
L'efecte buit {} inclou el munt (ang.:heap) quina vida és universal: tot el temps d'execució.
Si e1 i e2 són efectes, e1 + e2 indica el conjunt unió.
regions()regions(Tipus) dona l'efecte unió de les regions esmentades a Tipus.
capacitatS'anomena capacitat (ang:capability) al conjunt de regions vives en un punt del programa.
A l'inici de la funció, la capacitat és la de la funció: la unió dels efectes dels tipus dels paràmetres i el tipus del retorn.
En un bloc, la capacitat és la de l'àmbit que l'engloba més la regió local (pila) i, en cas que n'hi hagi, la lèxica.
restriccionsEn una crida a funció, si `r1 i `r2 són variables de regió, es poden especificar relacions dels efectes designats per aquestes variables en forma de restriccions.
El codi següent especifica la restricció que `r ha de sobreviure a 's. Per tant, és segur tractar els punters a `r com si ho fossin a `s
```
void bar(int *@region(`r) x,
int *@region(`s) y : {`s} > `r) {
...
}
```

```
// la restricció admet una llista sep. per comes
{`r1, `r2, ..,`rn} > `r // indica que `r ha de sobreviure a totes les de la llista
```

#### allotjament local a la pila
Els àmbits d'allotjament local constitueixen una regió cadascun.
L'àmbit principal d'una funció porta per nom de regió la cometa revessa seguida del nom de la funció, per ex. void fun (..) {...} tindrà per nom de regió, `fun
En un sub-àmbit delimitat per claus {} podem fer referència a la regió local posant una etiqueta a l'àmbit, per ex. L:{...} serà la regió `L

#### allotjament dinàmic
Cada regió en allotjament dinàmic és una llista encadenada de pàgines.

##### allotjament dinàmic al munt
(ang.: heap) (regió `H) amb recol·lector de memòria brossa.
```
// new 
tipus
 
expr_inicialitzadora
 
// new 
inicialitzador_de_vector
```

```
// new allotja al Heap, rnew (regió) .. ho fa en una regió específica
```

```
struct Punt {float x,y;} ;
```

```
Punt *p = new Punt {1.0, 2.0}; 
```

```
// [r]malloc ([regió,] mida) i [r]calloc(..) suportats però desaconsellats
```

##### allotjament dinàmic a regions lèxiques LIFO (apilades) associades als àmbits
anomenades LIFO (Last In First Out) o lèxiques, són a l'estil de Tofte & Talpin amb temps de vida associat a l'àmbit corresp.
```
 
#include
 
<stdio.h>

 
struct
 
Punt
 
{
float
 
x
,
y
;}
 
;

 
int
 
main
()
 
{

 
_
 
a
 
=
 
1
 
;

 
{
 
// inici de l'àmbit

 
region
 
lifo
;
 
// creació de la regió lèxica d'allotj. dinàmic.

 
_
 
p
 
=
 
rnew
(
lifo
)
 
Punt
 
{
1.0
,
 
2.0
};
 
// hi allotjem un objecte

 
printf
 
(
"la x és %.2f
\n
"
,
 
p
→
x
)
 
;

 
}
 
// en sortir de l'àmbit es desallotja automàticament la regió lèxica 

 
return
 
0
 
;

 
}

```

##### allotjament amb multiplicitat de referències (punters) restringida
Vegeu ref.
Denominada en l'original "Restricted Pointer Aliasing" (capacitat d'obtenir còpies d'un punter) amb valors ALIASABLE, UNIQUE, REFCNT.
Els dos darrers valors permeten alliberar l'espai allotjat individualment sense esperar que s'alliberi tota una regió

##### allotjament amb punter de còpia única
- es crea amb rnew(regió, UNIQUE) ..; al munt (ang:heap) amb qnew(UNIQUE) ..
- es desallotja amb [r]ufree([regió,] punter)
- no se'n permet aritmètica de punters
- si se'n fa la còpia dins un subàmbit {}, en sortir se'n recupera la capacitat anterior
- per fer-ne còpies d'ús temporal existeix una construcció let alias<`r>tipus x = ...

```
int *@aqual(UNIQUE) p = rnew(regio, UNIQUE) 
tipus
 
expr_inicialitzadora

int *\U p = ... // notació curta equivalent
```

##### allotjament amb comptador de referències
- es crea amb rnew(regió, REFCNT) ..; al munt amb qnew(REFCNT) ..
- [r]drop_refptr([regió,] punter) descompta les referències i allibera en esgotar-les, i el compilador no permet l'ús del punter en el mateix àmbit a continuació
- no se'n permet aritmètica de punters
- per fer-ne còpies d'ús temporal existeix alias_refptr

```
int *@aqual(REFCNT) p = rnew(regio, REFCNT) 
tipus
 
expr_inicialitzadora

int *\RC p = ... // notació curta equivalent
```

##### allotjament a regionsdinàmiquesde vida controlable
amb temps de vida controlable, comprovant-ne l'existència en temps d'execució en fer-ne ús.
- new_ukey(): crea una nova regió dinàmica amb punter únic; free_ukey() per desallotjar la regió
- new_rckey(): crea una nova regió dinàmica amb punter amb comptador de referències; free_rckey() per desallotjar la regió
- open: comprova que la regió no ha estat desallotjada i en garanteix l'accés

```
 
#include
 
<core.h>

 
struct
 
List
<
`
a
,
 
`
r
>
 
{
`
a
 
hd
;
 
struct
 
List
<
`
a
,
 
`
r
>
 
*
`
r
 
tl
;
 
};

 
typedef
 
struct
 
List
<
`
a
,
 
`
r
>
 
*
`
r
 
list_t
<
`
a
,
 
`
r
>
;

 
int
 
main
()
 
{

 
// Creem una regió dinàmica

 
let
 
Core
::
NewDynamicRegion
{
<
`
r
>
 
key
}
 
=
 
Core
::
new_ukey
();

 
// En aquest punt, ens referirem a la regió `r per

 
// especificar tipus, però encara no hi podem accedir

 
list_t
<
int
,
`
r
>
 
x
 
=
 
NULL
;
 
// allotjament a la regió `r obtinguda a la instrucció ''let''

 
// utilitzem open per a accedir-hi en el sub-àmbit següent

 
{
 
region
 
h
 
=
 
open
(
key
);
 
// consumeix l'única còpia del punter únic key

 
x
 
=
 
rnew
(
h
)
 
List
(
3
,
x
);

 
}
 
// en sortir descompta la còpia del punter únic key

 
// en un altre sub-àmbit tornem a treballar-hi

 
{
 
region
 
h
 
=
 
open
(
key
);

 
int
 
i
 
=
 
x
→
hd
 
+
 
1
;

 
x
 
=
 
rnew
 
(
h
)
 
List
(
i
,
x
);

 
}

 
// Finalment destruïm la clau i la regió

 
Core
::
free_ukey
(
key
);

 
return
 
0
 
;

 
}

```

##### allotjament a regionsdinàmiques"reap"(amb desallotjament individual d'objectes)
- new_reap_ukey(): crea una nova regió dinàmica amb punter únic; free_ukey() per desallotjar la regió
- new_reap_rckey(): crea una nova regió dinàmica amb punter amb comptador de referències; free_rckey() per desallotjar la regió
- open: comprova que la regió no ha estat desallotjada i en garanteix l'accés

...

## Eines

### buildlib (adaptació a biblioteques C)
Vegeu.
Extreu informació de tipus, d'arxius capçaleres de C instal·lades al sistema i les converteix a capçaleres de Cyclone incorporant els tipus que intervinguin en les definicions.
Cal crear un arxiu d'especificació especif.cys amb indicacions per a cada capçalera.
```
sys/types.h: 
include {tipusA tipusB ...}
;
els_meus/biblio.h:
include {tipusD tipusE ...}
;
```

Els arxius de capçalera a tractar han d'estar a /usr/include o /usr/local/include (si vols fer-ho amb un arxiu de capçalera en un altre directori, has d'establir i exportar la var. d'entorn C_INCLUDE_PATH o CPLUS_INCLUDE_PATH) i el nom de directori dins l'arxiu no pot tenir especificació de versió, per ex. "-2.0" (caldrà posar-lo directament a C_INCLUDE_PATH). El resultat va al directori ./BUILDLIB.OUT o al directori especificat a l'opció -d
Cal executar amb l'opció -v (verbose) per comprovar si hi ha hagut errors.
```
buildlib -v especif.cys
```